# 馬坑

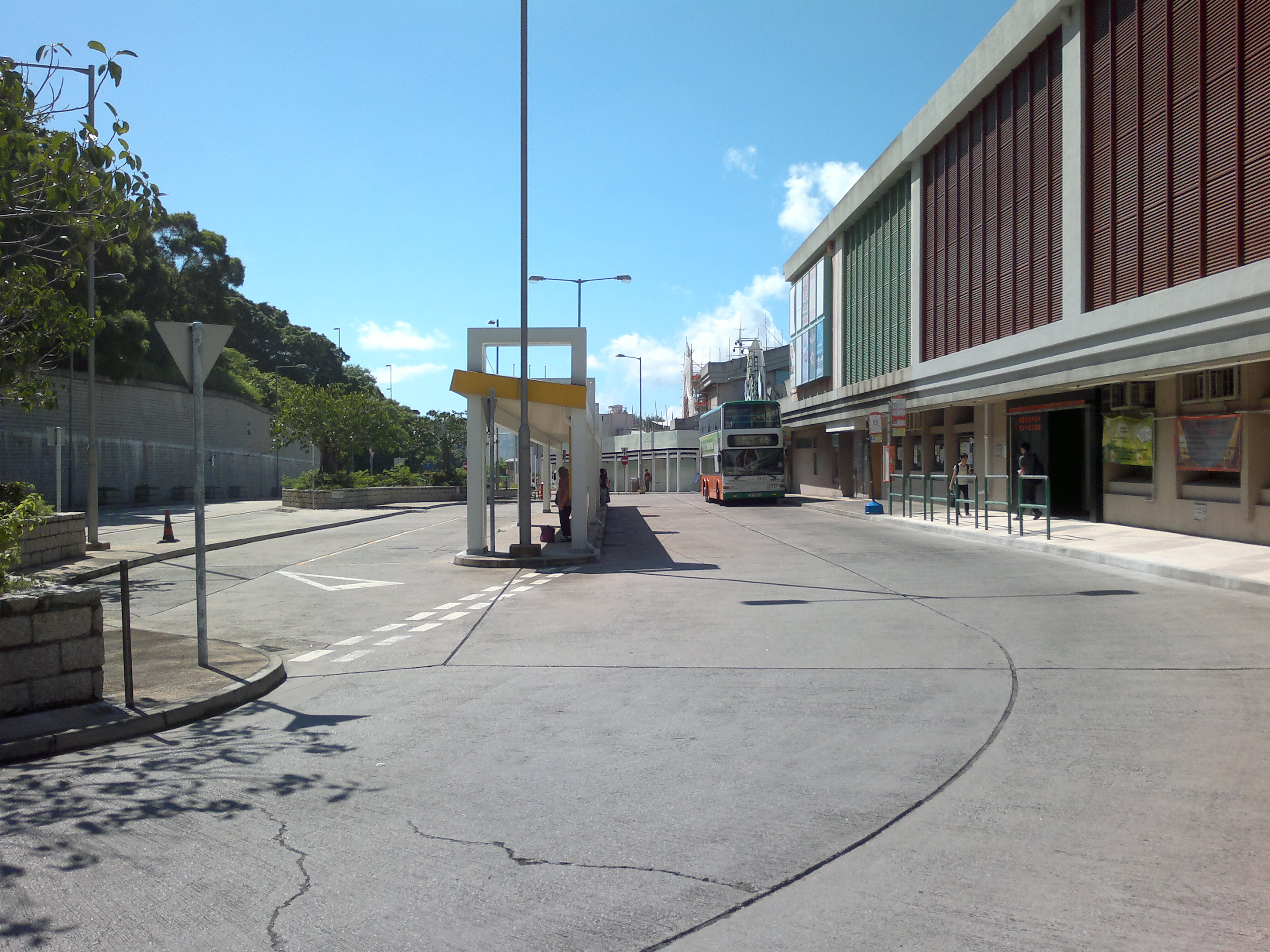
馬坑巴士總站

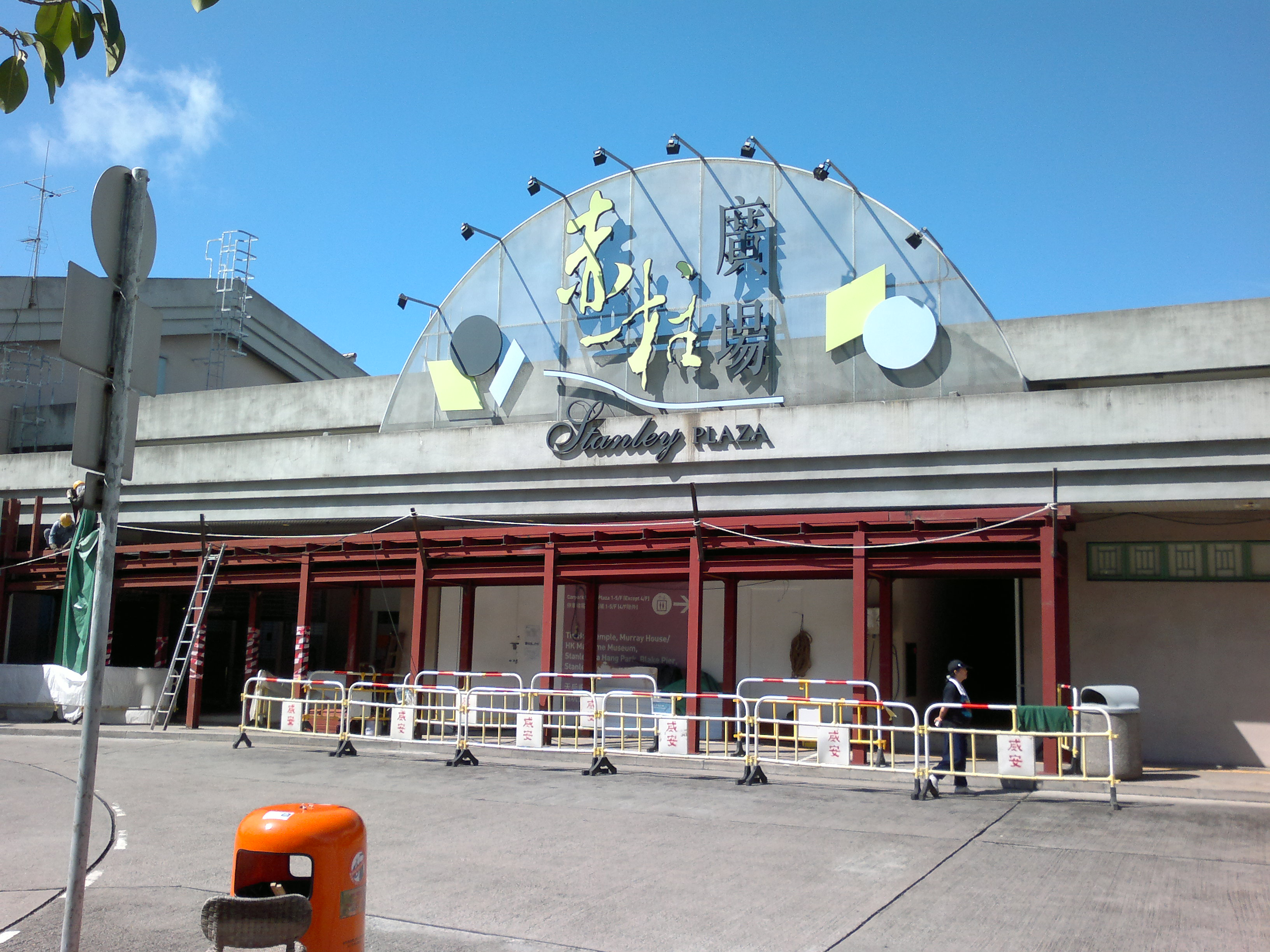
赤柱廣場

馬坑是香港港島南區的一個地方，位於南區的東南部，舂坎角與赤柱之間，一般被認為屬赤柱的一部份。

## 主要地點
- 馬坑邨
- 龍德苑
- 赤柱廣場及馬坑巴士總站
- 馬坑公園